# Israel não existirá em 25 anos
"Israel não existirá em 25 anos" é uma declaração de Ali Khamenei, líder supremo do Irã, em um discurso sobre Israel após o acordo nuclear com o Irã, publicado em seu Twitter. De acordo com o site oficial de Khamenei, esta frase foi escolhida como "a frase mais importante e memorável de Khamenei" em 2015. Este slogan é usado em propaganda e também no Dia de Quds.
Khamenei explicou que a destruição de Israel visa a inimizade com o governo israelense. Ao mesmo tempo, este slogan foi instalado no calendário da cidade de Teerã. E a Tasnim News Agency, afiliada à Guarda Revolucionária Islâmica (IRGC), atribuiu este slogan ao despertar islâmico.
Durante os protestos pela reforma judicial israelense de 2023, Ali Khamenei e Ebrahim Raisi afirmaram que a queda de Israel ocorreria em menos de 25 anos (até 2040).

## Contexto
Após o acordo de 2015 entre o Irã e o grupo 5+1, Israel anunciou que não haverá preocupações com uma guerra entre o Irã e Israel e que a segurança do país de Israel estará garantida pelos próximos 25 anos. Em resposta à declaração de Israel, Khamenei declarou: "Em primeiro lugar, digo-lhes que Israel não verá os próximos 25 anos. Em segundo lugar, durante este período, o Irã manterá o espírito de campeonato, seriedade e jihad, e vocês estarão preocupados a todo momento." Em 14 de dezembro de 2016, Khamenei repetiu esta frase em seu encontro com Ramadan Abdullah e disse: "Como já dissemos, o regime sionista não terá existência estrangeira nos próximos 25 anos, sob a condição da luta geral e unida dos palestinos e muçulmanos contra os sionistas."

## Reação de Israel
O primeiro-ministro israelense, Benjamin Netanyahu, disse: "Khamenei nem sequer permite que os apoiadores do acordo se movam para que possam fantasiar sobre ele." Ele também declarou: "Isso não vai acontecer. Israel é um país forte e se tornará mais forte."